# Peter von Kant
Pour plus de détails, voir Fiche technique et Distribution.
Peter von Kant est un film français écrit, produit et réalisé par François Ozon, sorti en 2022.
Il s'agit de l'adaptation de la pièce de théâtre Les Larmes amères de Petra von Kant (Die bitteren Tränen der Petra von Kant) de Rainer Werner Fassbinder, déjà portée à l'écran dans un film sorti en 1972.
Le film fait l'ouverture de la Berlinale 2022,.

## Synopsis
Dans les années 1970 à Cologne, Peter von Kant est un réalisateur de cinéma d'une quarantaine d'années qui connaît un succès croissant. Ayant vécu une histoire d'amour difficile, il habite à présent avec son assistant Karl, qui lui est totalement dévoué alors qu’il le maltraite.
Par l'intermédiaire de Sidonie, actrice célèbre qu'il a fait débuter autrefois, il rencontre le jeune et bel Amir. Amoureux de lui très rapidement, il le prend en charge et lui donne le premier rôle dans un film. Toutefois, Amir le quitte pour aller retrouver sa femme, causant le désespoir de Peter. Grâce au soutien de sa mère, il trouvera la force de se remettre de cette nouvelle rupture.

## Fiche technique
Sauf indication contraire, les informations mentionnées dans cette section peuvent être confirmées par la base de données cinématographiques Unifrance,  présente dans la section « Liens externes ».
- Titre original : Peter von Kant
- Réalisation : François Ozon
- Scénario : François Ozon, d'après la pièce de théâtre Les Larmes amères de Petra von Kant de Rainer Werner Fassbinder
- Musique : Clément Ducol
- Décors : Katia Wyszkop
- Costumes : Pascaline Chavanne
- Photographie : Manuel Dacosse
- Montage : Laure Gardette
- Production : François Ozon
- Société de production : Foz, en association avec 6 SOFICA
- Société de distribution : Diaphana
- Pays de production :  France
- Langue originale : français
- Format : couleur
- Genre : drame
- Durée : 85 minutes
- Dates de sortie :
  - Allemagne : 10 février 2022 (Berlinale)
  - Belgique, France : 6 juillet 2022
  - Suisse romande : 13 juillet 2022

## Distribution
- Denis Ménochet : Peter von Kant
- Isabelle Adjani : Sidonie von Grassenabb
- Khalil Ben Gharbia : Amir Ben Salem
- Hanna Schygulla : Rosemarie
- Stefan Crepon : Karl
- Aminthe Audiard : Gaby

## Production

### Développement
Le film est une nouvelle adaptation de la pièce de théâtre Les Larmes amères de Petra von Kant (Die bitteren Tränen der Petra von Kant) de Rainer Werner Fassbinder (1971), déjà transposée au grand écran sous le même titre par son auteur en 1972 — c'est la deuxième adaptation de François Ozon de l'univers de Fassbinder après Tropfen auf heiße Steine pour Gouttes d’eau sur pierres brûlantes (2000), qu'il produit lui-même avec sa société Foz. Il est financé en partie par le Centre national du cinéma et de l'image animée (CNC). Le réalisateur a transposé le titre au masculin et les genres des personnages sont inversés par rapport à la pièce.

### Attribution des rôles
François Ozon travaille avec Isabelle Adjani pour la première fois et avec Denis Ménochet pour la troisième fois, après Dans la maison (2012) et Grâce à Dieu (2018).
Hanna Schygulla, qui interprète le rôle de la mère du personnage principal, jouait dans Les Larmes amères de Petra von Kant le rôle de la jeune Karin, équivalent d'Amir.

### Tournage
Le tournage a lieu en mars 2021 à Paris, dans un appartement, pour une durée de cinq semaines,.

### Musique
Isabelle Adjani interprète l'une des chansons du film, Jeder tötet was er liebt (en français, « Chacun tue ce qu'il aime »). Il s'agit d'un hommage à Fassbinder, cette chanson (dont le titre fait allusion à La Ballade de la geôle de Reading d'Oscar Wilde) ayant été chantée en anglais (Each Man Kills The Things He Loves), par Jeanne Moreau dans Querelle, le dernier film du réalisateur.
En outre, on entend In My Room des Walker Brothers, utilisée dans le film de Fassbinder Les Larmes amères de Petra von Kant, ainsi que Comme au théâtre de Cora Vaucaire.

## Accueil

### Critique
En France, le site Allociné recense une moyenne de 36 critiques presse de 3,6/5.
La presse est très positive pour cette œuvre de François Ozon. Pour les Dernières Nouvelles d'Alsace, le long métrage est « un huis clos magistral » avec un « Denis Ménochet au sommet ». 20 Minutes souligne également le jeu de Denis Ménochet : « l’acteur atteint un palier supplémentaire en incarnant un cinéaste solitaire et tyrannique inspiré par Rainer Werner Fassbinder ». « Subtil et puissant » pour Franceinfo Culture ; l'Obs complète en ces termes : « la mise en scène [est faite] avec autant de culot que de finesse, d’empathie que de distanciation, "Peter von Kant" est porté à un haut niveau d’incandescence par un Denis Ménochet "hénaurme" et à poil, qui semble à la fois brûler les planches et s’immoler par le feu de la passion ». Pour Les Inrockuptibles, Peter van Kant n'est « ni un pastiche ni une copie. Plutôt, d’un film à l’autre, "une belle infidèle", selon le précepte baudelairien de la traduction. Un exercice d’admiration réussi car oscillant entre osmose et distance ».
Parmi les avis négatifs, les Cahiers du cinéma sont très critiques : « malgré ses références constantes à la vie et à l’œuvre du cinéaste allemand, difficile de voir en ce Peter von Kant un réel hommage, tant Fassbinder y est vidé de sa substance ». Le Monde estime, lui, que le film a « les allures d’un film déguisé, accessoirisé, tout en surface, qui ne cherche pas à creuser une intimité formelle avec son modèle ». Selon le site Critikat.com, « parce qu’il répond au dérisoire par la seule dérision, Ozon finit par désamorcer toute émotion ».

### Box-office
Pour le premier jour de son exploitation en France, le film se place en deuxième position au box-office avec 14 088 (dont 3 657 en avant-première), pour 196 copies, derrière Les Minions 2 (603 500) et devant le documentaire Ennio (6 827). Pour sa première semaine d'exploitation, le film ne réussit pas à se faire une place dans le top 10 du box-office français avec seulement 42 675 entrées, derrière Arthur, malédiction et ses 49 397 entrées.

## Distinctions

### Nominations
- César 2023 : 
  - Meilleur acteur pour Denis Ménochet
  - Meilleur espoir masculin pour Stefan Crepon

### Sélections
- Berlinale 2022 : sélection officielle, en compétition, film d'ouverture.

### Documentation
- Dossier de presse Peter von Kant